# ISFJ

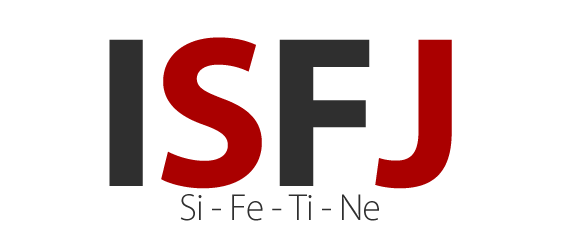

ISFJ (ang. Introverted Sensing Feeling Judging – Introwertyk Percepcjonista Uczuciowiec Sędzia) – jeden z typów osobowości według wskaźnika MBTI. Osoby o tym typie łączą introwersyjną percepcję z ekstrawersyjnym czuciem. Przede wszystkim są one skoncentrowane na wnętrzu, gdzie rozpatrują sprawy, używając pięciu zmysłów; w dosłowny, konkretny sposób. Ich drugorzędny styl życia jest skierowany na zewnątrz, gdzie zajmują się sprawami zgodnie ze swoimi uczuciami wobec nich i według własnego systemu wartości.
Świat, w którym żyją ISFJ, jest konkretny i miły. ISFJ cenią harmonię i współpracę; są ciepli, rozważni i wrażliwi na uczucia innych ludzi. Mają bogate życie wewnętrzne, które nie zawsze jest oczywiste dla obserwatorów. Nieustannie pochłaniają informacje na temat ludzi i sytuacji, które są dla nich ważne, i przechowują je. Są w stanie na długie lata zapamiętać ze szczegółami ważną dla nich rozmowę albo czyjś wyraz twarzy.
ISFJ cenią bezpieczeństwo i uprzejmość oraz mają szacunek dla tradycji i praw. Wierzą, że systemy istnieją dlatego, że spełniają swoją rolę. Niechętnie robią coś nowym sposobem, jeśli nikt nie wytłumaczy im konkretnie, dlaczego ten sposób jest lepszy od wcześniej ustanowionej metody.

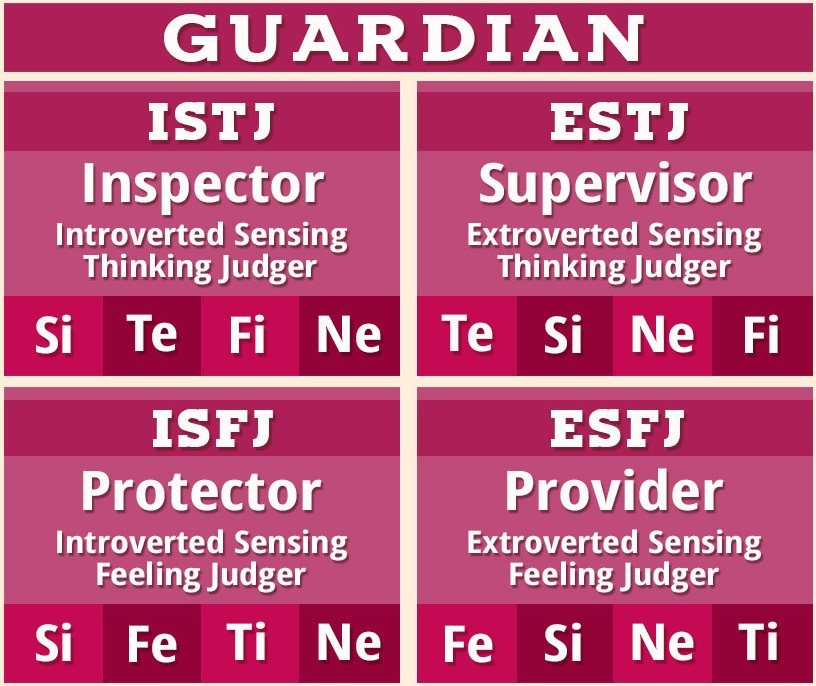
ISFJ należy do czwórki Strażników według teorii MBTI.

ISFJ lepiej uczą się, robiąc coś, niż czytając o tym. Cenią praktyczne zastosowanie, więc tradycyjne metody edukacji, które wymagają teoretycznego i abstrakcyjnego podejścia, mogą być dla nich uciążliwe.
Domy ISFJ często są pięknie i funkcjonalnie umeblowane, ponieważ osoby te mają dobrze rozwinięte poczucie przestrzeni, funkcjonalności i estetyki. Umiejętności te, powiązane z ich wrażliwością na uczucia innych, sprawiają, że często są osobami, które zawsze wiedzą, jaki prezent dać, aby odbiorca był zadowolony.
ISFJ są bardziej niż inne typy świadomi swoich uczuć, ale zwykle nie wyrażają ich. Niechętnie zdradzają również, że wiedzą, co czują inni. Jeśli jednak widzą, że ktoś potrzebuje pomocy, pomagają mu zrozumieć jego własne uczucia.
ISFJ mają silne poczucie odpowiedzialności i obowiązku, przy czym stawiają potrzeby innych ponad swoimi potrzebami. Cechy te sprawiają, że zawsze można polegać na osobach o tym typie. Powinny się one jednak nauczyć odmawiać oraz wyrażać i cenić własne potrzeby, ponieważ mogą stać się przepracowani.
ISFJ potrzebują pozytywnych opinii od innych. W razie ich braku oraz w przypadku bycia krytykowanym zniechęcają się i mogą się nawet załamać. Pod wpływem stresu wyobrażają sobie wszystko, co może pójść źle, i tracą wiarę we własne zdolności.